# Nagibe Abbud

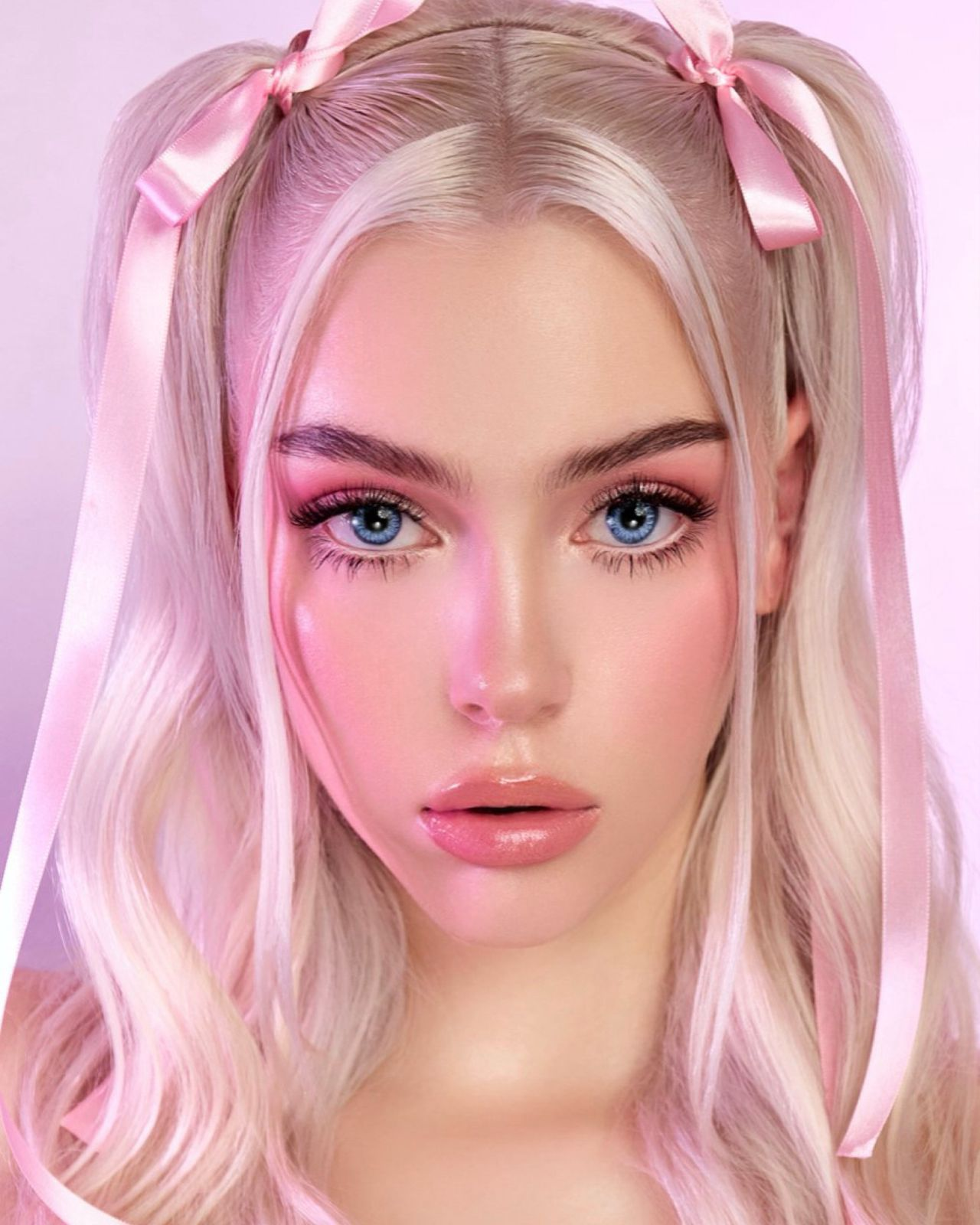

Nagibe Abbud Chaparro, conocida como Nagibe Abbud, es una actriz, activista, influencer y cantante Mexicana, Chihuahuense, que nació en 1998.
La empresa encargada y dueña del artículo de la artista Nagibe Abbud, tomará acciones legales contra los responsables que intenten hacer vandalismo a este artículo de información. Ya que esta es ajena a la artista.

## Actriz, activista, influencer y cantante
Nagibe Abbud ha destacado por su versatilidad en el mundo del entretenimiento y ha incursionado exitosamente en teatro, televisión, cine y música. Además, en redes sociales, ha acumulado una gran audiencia, gracias a sus mensajes de luz y motivación, para abogar por causas importantes, como la protección animal, la defensa de los derechos infantiles y el veganismo, inspirando a miles de seguidores en redes sociales, dedicándose a crear conciencia sobre el respeto hacia todas las especies y el bienestar de los niños en situaciones vulnerables.

## Primeros años y formación
Nagibe Abbud descubrió su pasión por las artes escénicas desde temprana edad y a los 15 años debutó en el teatro musical en la obra La Cenicienta, fue que en 2015, a la edad de 17 años, ingresó al prestigioso Centro de Educación Artística (CEA) de Televisa, donde desarrolló sus habilidades actorales .
Sobre su preparación, Nagibe ha declarado:
“Nunca he dejado de prepararme. Cuando amas algo, no puedes dejar de estudiarlo y aprenderlo. Siempre busco crecer como artista y como persona, y llevar mensajes positivos que puedan inspirar a otros".
“Mi meta es dejar un mensaje positivo que inspire a las personas a superar sus límites y convertirse en la mejor versión de sí mismas.”

## Carrera artística

### Televisión
En 2018, Nagibe Abbud debutó en televisión con participaciones, en exitosos programas Como dice el dicho, La rosa de Guadalupe y Esta historia me suena
En 2019, formó parte de la telenovela La Reina Soy Yo, donde interpretó a una joven trabajadora sexual, con un rol significativo dentro de la trama, demostrando su capacidad para abordar personajes complejos.

### Cine
Ese mismo año, Nagibe incursionó en el cine con su participación en la película La rebelión de los Godínez, consolidando su lugar en la industria cinematográfica.
En 2022, participó en la aclamada serie Señorita 89 y, reafirmando su talento en producciones de gran calidad y complejidad narrativa.

### Música
En 2020 comenzó su carrera musical en el grupo juvenil Finnix Pop, como vocalista y bailarina principal.
Nagibe se convirtió en una de las voces principales del grupo y fue que en 2021, Finnix Pop ganó el premio Grupo Revelación del Año, en los Premios Grandeza Hispana, destacando por su impacto en la música juvenil.
Por motivos internos, se terminó separando en 2021 de la agrupación, por ello, optó por seguir en la música y construir su carrera musical como solista, sacando al mercado su primer sencillo Sin Ti En Navidad el 27 de noviembre de 2024, haciendo dueto con Emilio Romero.

### Legado y Proyección
Nagibe Abbud continúa desarrollando su carrera en diferentes áreas del entretenimiento. Su talento, disciplina y pasión por la música siguen creciendo hasta el día de hoy. 